# Sharbel Makhlouf
Sharbel Makhlouf (n. 8 mai 1828, Bekaa Kafra⁠(d), Guvernoratul Liban de Nord, Liban – d. 24 decembrie 1898, Annaya⁠(d), Guvernoratul Munții Liban, Liban) a fost un călugăr maronit. Din timpul vieții sale a dobândit o largă reputație pentru sfințenie și pentru capacitatea sa de a uni creștinii, musulmanii și druzii.